# Fellingsbro
Fellingsbro est une localité suédoise située dans le comté d'Örebro, dans la province de Västmanland.

## Population et société

### Démographie
En 2010, la population s'élevait à 1384 habitants.